# Dragaš
Dragaš (se citește Dragaș) (albaneză Dragash or Sharri; sârbă Драгаш or Dragaš) este un oraș și municipiu în districtul Prizren in sudul provinciei Kosovo. Populația orașului este de aproximativ 35,000 de locuitori, iar municipiul este estimat la 41,000 (2006).. Numele provine de la Constantin Dragaš.

## Istorie
Municipiul Dragaš a fost înființat de Misiunea Administrativă Interimară a Organizației Națiunilor Unite în Kosovo (UNMIK) prin unirea a două foste municipii Gora și Opolje; guvernul Serbiei nu recunoaște acestă acțiune.

## Geografie
Teritoriul municipiului Dragaš se află în nordul latitudinii de 41 52' 30 la 42 09' 03 și longitudinea de 20 35' 39" la 20 48' 26". Terenul este înconjurat de Munții Šar, Munții Koritnik, Munții Munții Gjalic și Munții Cylen cu direcția către Prizren. Numai o parte din terenul cu direcța către Prizren este deluroasă cu o pantă relativ mică, făcând legătura cu depresiunea Prizren, și de-a lungul Prizrenului cu restul orașselor.

## Demografie
1971 - 13,867 Albanezi, 11,076 Gorani - total 26850

1981 - 18,623 Albanezi, 15,942 Gorani — total 35054

1991 - 22,785 Albanezi, 16,129 Gorani — total 39435
Estimările OSCE spun următoarele:
Ianuarie 1999 - 27,633 Albanezi, 17470 Gorani — total 45103

Martie 2000 - 24,856 Albanezi, 9,706 Gorani — total 34562

Ianuarie 2006 - 22,800 Albanezi (57,22) , 17975 Gorani (43,30) - total 40775

## Economie
Resursele slabe de agricultură și izolația geografică relativă a însemnat pentru Dragaš că este una din cele mai nedezvoltate zone din Kosovo. Situația econimică din Dragaš este slabă și este dominată de un număr mare de șomeri. Principalii angajați din zonă sunt cei ai municipiului, poliția UNMIK și companii private precum "KUK Commerc" sau "Meka" și foste întreprinderi sociale.
Toate marile companiile locale erau state-rulă, precum și în alte locuri în Kosovo, se află sub responsabilitate KTA. Strategia originală a UNMIK către aceste întreprinderi publice consista în efectuarea unui proces de "comercializare". Procesul era considerat să fie cea mai bună metodă pentru repornirea întreprinderilor, deși nicio persoană dorise să investească.

## Simbol
Un simbol al Dragaš este câinele sarplaninac.